# Distrikt Hualhuas
Der Distrikt Hualhuas liegt in der Provinz Huancayo der Region Junín im zentralen Westen Perus. Der Distrikt wurde am 13. Dezember 1941 gegründet. Er hat eine Fläche von 13,6 km². Beim Zensus 2017 lebten 5483 Einwohner im Distrikt. Im Jahr 1993 betrug die Einwohnerzahl 2837, im Jahr 2007 3903. Verwaltungssitz ist die gleichnamige 3280 m hoch gelegene Stadt Hualhuas, die deckungsgleich mit dem Distrikt ist.

## Geographische Lage
Der Distrikt Hualhuas liegt im Andenhochland im Norden des Ballungsraums der Provinz- und Regionshauptstadt Huancayo am östlichen Flussufer des nach Süden strömenden Río Mantaro. Hualhuas liegt 12 km nördlich vom Stadtzentrum von Huancayo. Im Norden grenzt der Distrikt Hualhuas an den Distrikt Saño, im äußersten Nordosten an den Distrikt El Tambo, im Süden an den Distrikt San Agustín de Cajas sowie im Südwesten an den Distrikt Sicaya.